# Epiphaniaskirche (Vilsendorf)
Koordinaten: 52° 4′ 31,3″ N, 8° 33′ 3,2″ O

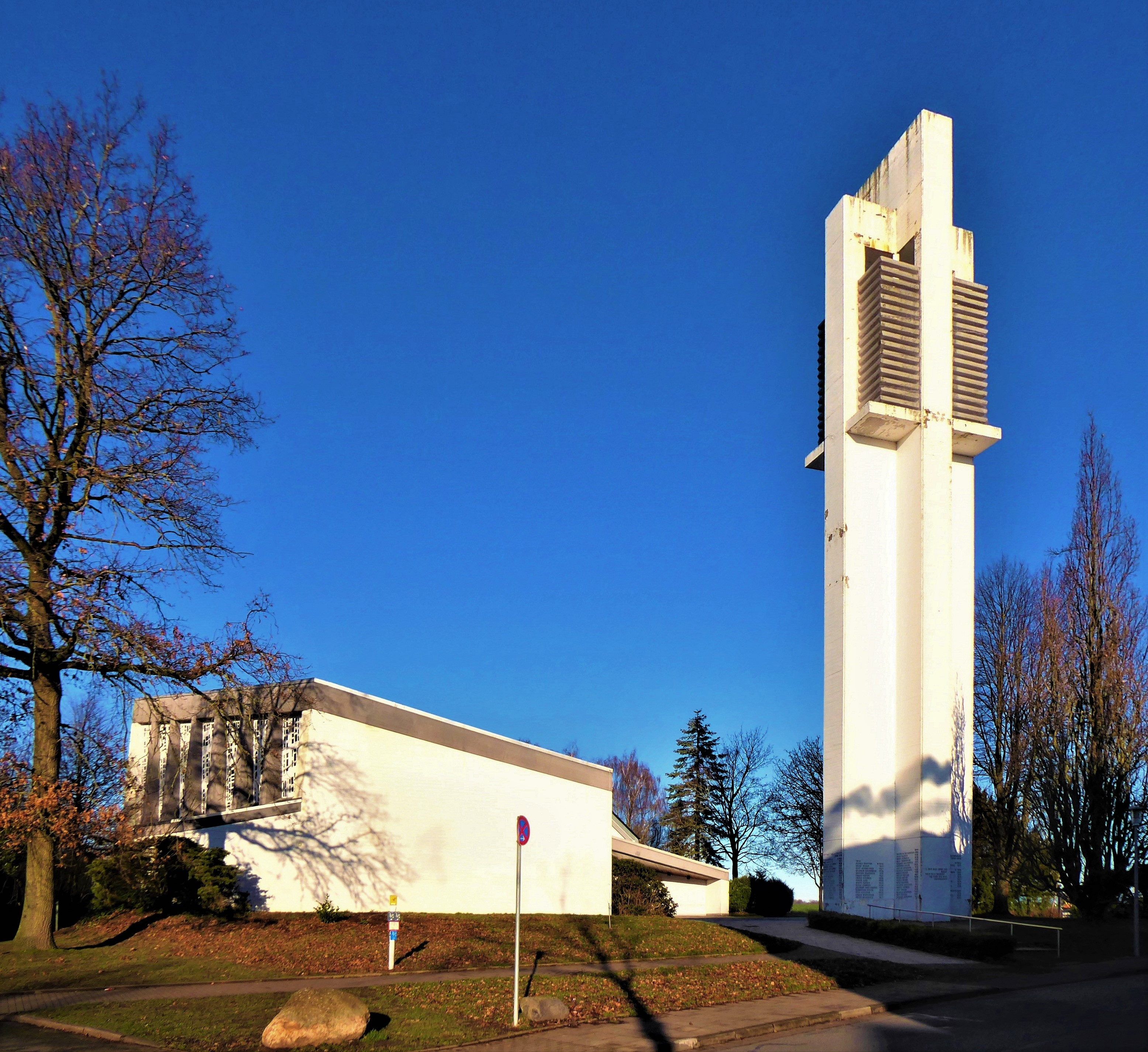
Die evangelische Kirche in Vilsendorf.

Die Epiphaniaskirche ist eine der drei Pfarrkirchen in der vereinigten evangelisch-lutherischen Versöhnungs-Kirchengemeinde Jöllenbeck im Bielefelder Stadtteil und Stadtbezirk Jöllenbeck. Sie ist nach Epiphanias (Erscheinung des Herrn) benannt. Der 1963 eingeweihte, moderne Sakralbau ist weithin durch seinen Kirchturm in Gestalt eines Kreuzes sichtbar und ist dem Architektur-Stil des Brutalismus zuzuordnen.

## Geschichte
Die Grundsteinlegung erfolgte am 17. Juni 1962. Am 1. Juli 1962 war die Kirchengemeinde Vilsendorf unabhängig geworden, bis dahin gehörte das Gebiet zum Pfarrbezirk der Stiftskirche Schildesche. Ein Teil der Gläubigen aus dem Norden Vilsendorfs besuchte aber auch die Gottesdienste in der Nachbargemeinde Jöllenbeck. Am 30. Juli 1963 wurden die Kirchenglocken feierlich nach Vilsendorf geholt. Am 8. September 1963 weihte Präses Ernst Wilm den Sakralbau.
Da die politische Gemeinde Vilsendorf, die damals zum Amt Jöllenbeck gehörte, zur gleichen Zeit an gleicher Stelle die Errichtung eines Kriegerdenkmals zur Erinnerung an die gefallenen Vilsendorfer aus den beiden Weltkriegen plante, wurde das Kriegerdenkmal in den Kirchturm integriert.
Die Kirchengemeinden Jöllenbeck, Theesen und Vilsendorf vereinigten sich am 1. Oktober 2016.
2024 wurde die Kirche unter Denkmalschutz gestellt. In der Begründung der Denkmalbehörde heißt es unter anderem, dass das Bauwerk „signifikantes Zeugnis für den Wandel der Architektur in den 1960er Jahren“ sei und städtebaulich eine besondere Funktion habe.

## Architektur
Das Bauprojekt umfasste neben dem freistehenden Kirchturm und dem Kirchenschiff auch den Umbau der ehemaligen Dorfschule zum Gemeindehaus und den Neubau des Pfarrhauses. Die Pläne stammten vom Bielefelder Architekten Günther Klussmann (1927–2023).
Die Kirche ist zum Teil von Le Corbusiers Wallfahrtskirche Notre Dame du Haut in Ronchamp (Frankreich) inspiriert: der Bau ist polygonal asymmetrisch, für den Turm und das Kirchenschiff wurde Sichtbeton verwendet, das wuchtige Kirchenportal ist auf Innen- und Außenseite emailliert und künstlerisch gestaltet. Entwurf und Ausführung des Kirchenportals erfolgten durch den Künstler Fritz Reuter aus Erlangen († 1981).  Das Portal besteht aus einer einflügeligen Tür, deren Drehachse senkrecht in der Tür verläuft. Beim Öffnen schwenkt der größere Teil nach außen und der kleinere Teil nach innen, so dass zwei Wege in die Kirche hinein und aus der Kirche heraus entstehen. Von der Zuwegung bis zum Altar ist der Boden mit Waschbeton gestaltet.
Die farbige Betonverglasung wurde von Ernst Hansen gestaltet und selbst verlegt.
Der Kirchturm steht getrennt vom Saalbau. Der Grundriss ist kreuzförmig und wird aus zwei Blättern aus Sichtbeton gebildet. Den Boden des Glockenzimmers bildet ein weiteres Blatt aus Sichtbeton, so dass auch aus der Ferne der Kirchturm den Anblick eines Kreuzes bietet. Im Inneren des Turms verläuft eine Wendeltreppe mit 103 Stufen, die in das Glockenzimmer führt. Die Zahl 103 bezieht sich dabei auf Psalm 103.
Am Fuß des Kirchturms finden sich als negatives Relief in den Sichtbeton eingegossen die Namen und Lebensdaten der in den beiden Weltkriegen gefallenen Soldaten und die der zivilen Kriegsopfer aus Vilsendorf, einschließlich in Vilsendorf angekommener Flüchtlinge.

## Glocken
Die Kirche verfügt über vier Bronzeglocken, die 1963 von der Glocken- und Kunstgießerei Rincker gegossen wurden:
| Name             | Matthäus | Markus | Lukas | Johannes |
| Durchmesser (mm) | 1356     | 1200   | 1066  | 900      |
| Gewicht (ca. kg) | 1567     | 1052   | 706   | 450      |
| Schlagton        | d'       | f'     | g'    | b'       |

## Bilder

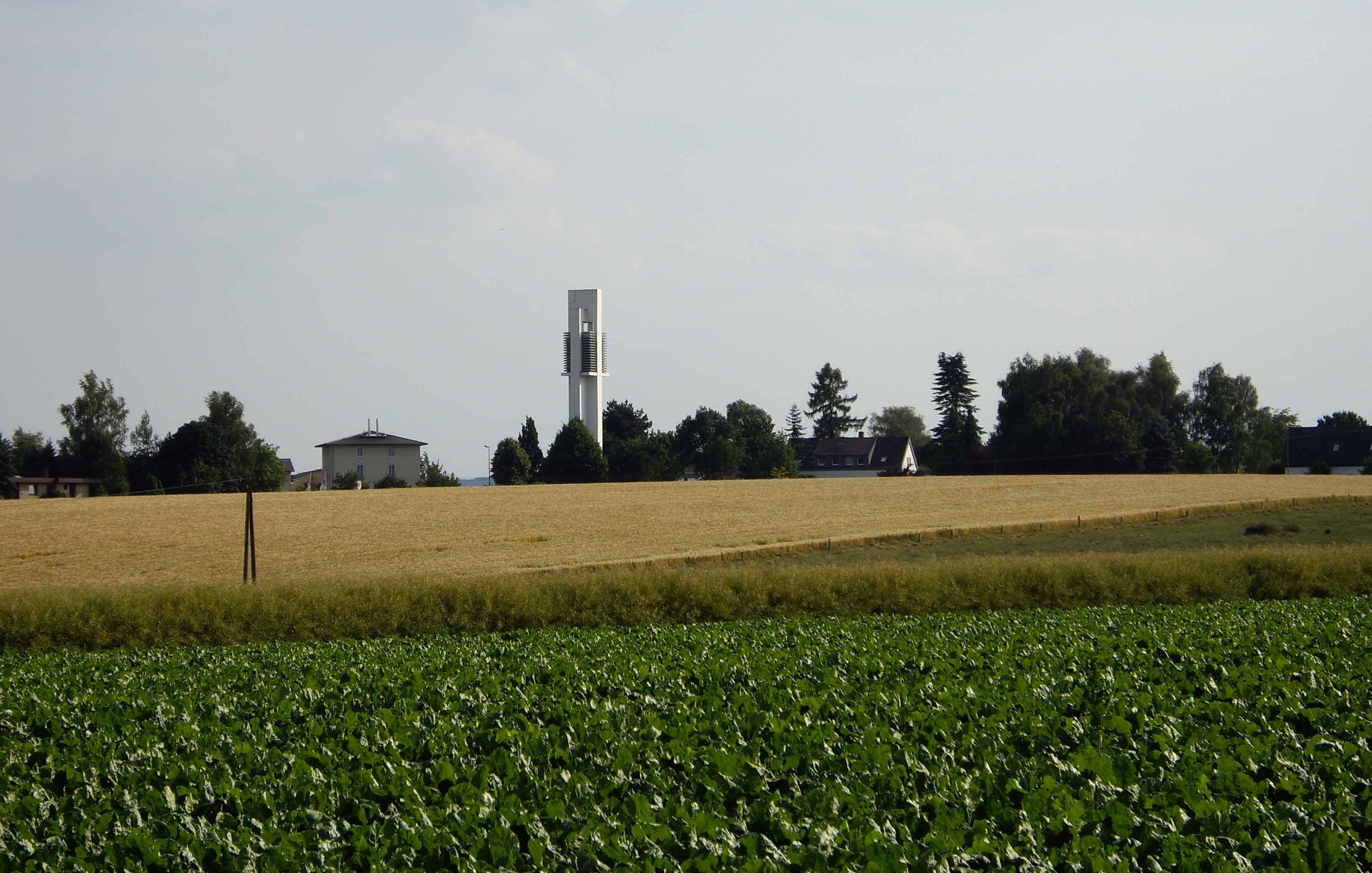
Vilsendorf
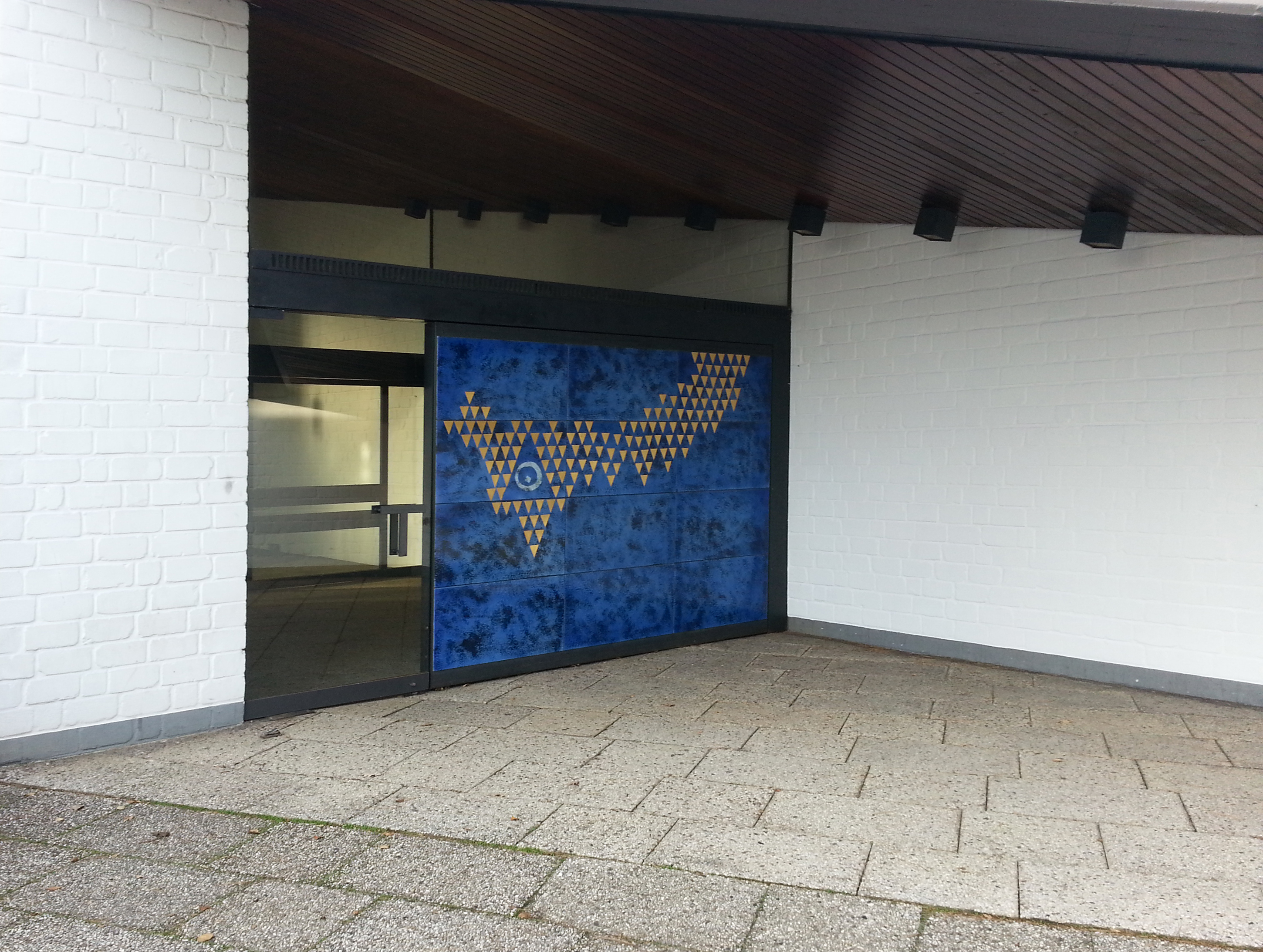
Eingang der Kirche Vilsendorf
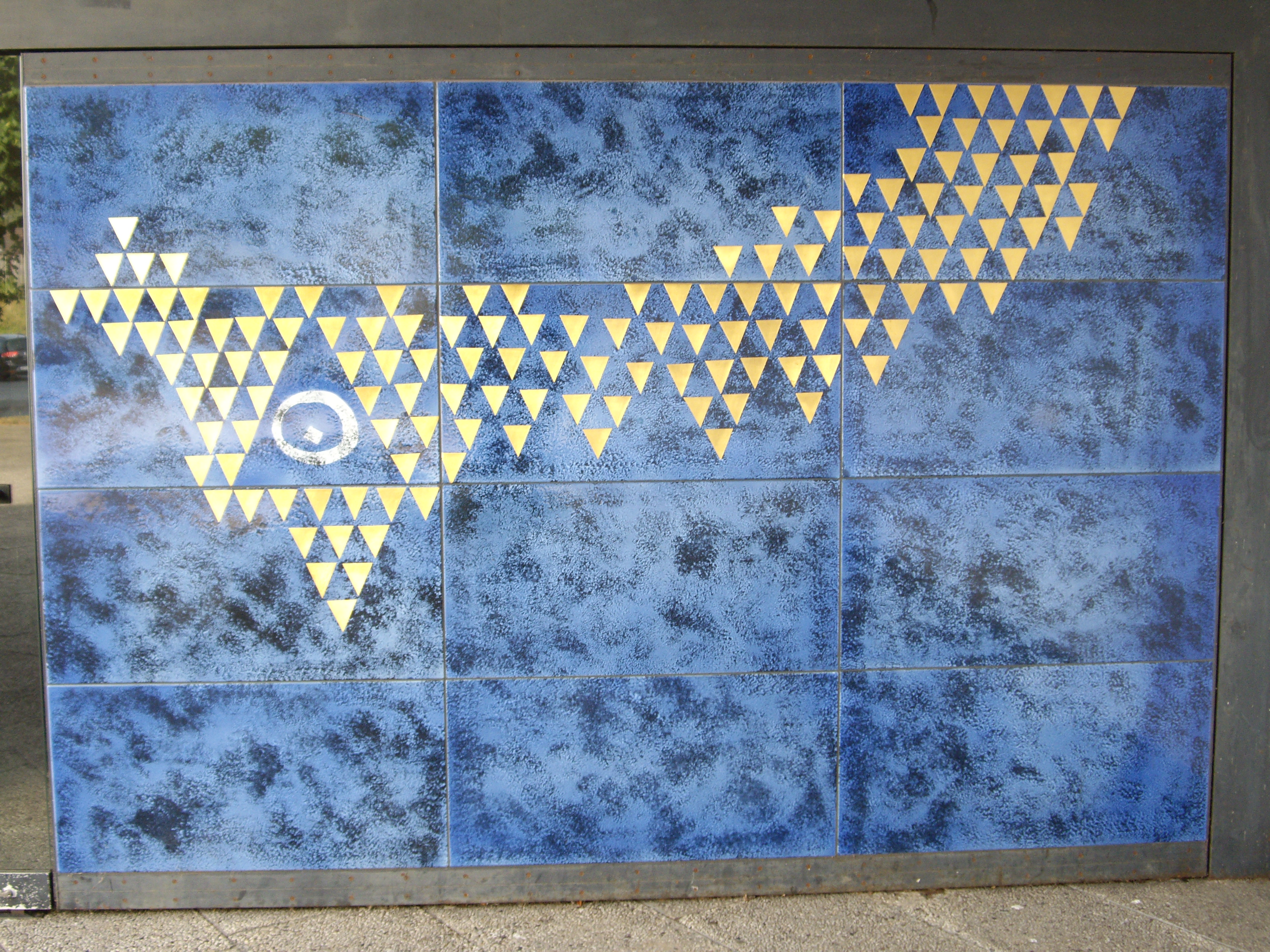
Der Eingang zum Kirchenschiff
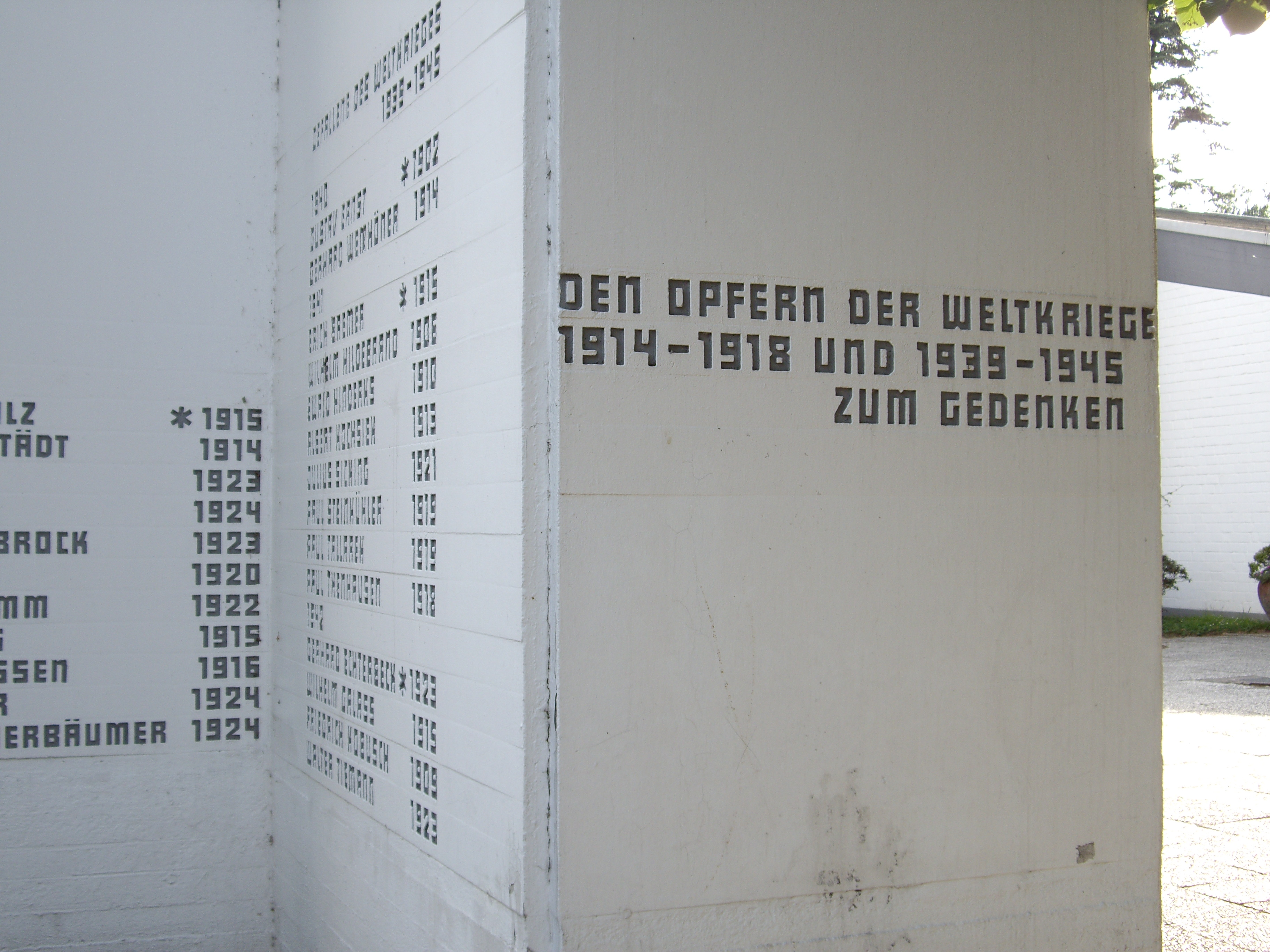
Gefallenendenkmal im Kirchturm